# IV Giochi dell'Estremo Oriente
I Giochi dell'Estremo Oriente 1919, quarta edizione della manifestazione, si tennero a Manila, nelle Filippine, allora territorio degli Stati Uniti d'America, nel maggio 1919.

## I Giochi

### Sport
- Atletica leggera
- Baseball
- Calcio
- Nuoto
- Pallacanestro
- Pallavolo
- Tennis

## Nazioni partecipanti
- Cina
- Filippine
- Giappone

## Medagliere
| # | Nazione   | Oro | Argento | Bronzo | Totale |
| - | --------- | --- | ------- | ------ | ------ |
| 1 | Filippine | 6   | 1+      | ?      | ?      |
| 2 | Giappone  | 1   | ?       | ?      | ?      |
| 3 | Cina      | 1   | ?       | ?      | ?      |